# Richard Estick
Richard Estick (Richard Clement Estick; * 15. Juli 1934) ist ein ehemaliger jamaikanischer Sprinter.
Bei den British Empire and Commonwealth Games 1954 in Vancouver scheiterte er über 440 Yards und über 880 Yards im Vorlauf und kam mit der jamaikanischen 4-mal-440-Yards-Stafette auf den sechsten Platz.
1956 schied er bei den Olympischen Spielen in Melbourne über 200 m in der ersten Runde aus.